# مسیر (مجموعه تلویزیونی)
'سُلوک' مجموعه تلویزیونی درام آمریکایی است که ارون پاول، میشل موناهن و هیو دنسی در آن به ایفای نقش پرداخته‌اند. این سریال داستان اعضای یک فرقه مذهبی به نام می‌ریسم را به تصویر می‌کشد.
در مارس ۲۰۱۵، هولو دستور ساخت این مجموعه را ۱۰ قسمت داد. نام اصلی کار راه بود ولی در سپتامبر ۲۰۱۵ به دلیل تشابه با نام یک فرقه مذهبی واقعی، به سُلوک تغییر پیدا کرد. در ۳۰ مارس ۲۰۱۶ کار روی آنتن رفت. در ۴ می ۲۰۱۶، کار برای فصل دوم تمدید شد که در ۲۵ ژانویه ۲۰۱۷ روی آنتن رفت. در ۱۲ آوریل ۲۰۱۷، هولو سریال را برای فصل سوم ۱۳قسمتی تمدید کرد.

## داستان
ادی لین با همسرس سارا و دو فرزندش (هاوک و سامر) در شمال نیویورک زندگی می‌کند. همه آنان عضو جنبش میریست (یک جنبش روحانی جدید) هستند. ادی از پرو برمی گردد. در آنجا یک عزلت عرفانی را گذرانده تا برای مراحل روحانی مریست آماده‌تر شود. در پرو، بدون آگاهی خانواده اش، نوعی وحی را تجربه کرده که باعث شده ایمانش به میریست را زیرسوال ببرد. در عین حال، کال رابرتس (دوست سارا و یکی از رهبران میریست) به دنبال گسترش جنبش است و با مرگ قریب‌الوقوع بنیان‌گذار این سازمان، دکتر استیو میر، دست و پنجه نرم می‌کند.

### می‌ریسم
می‌ریسم یک جنبش داستانی در سریال است که توسط دکتر استفن میر در اکتبر ۱۹۷۴ پایه‌گذاری شده است. گفته می‌شود او عملاً از نردبان روشنایی بالا رفته تا پیام را از حقیقت دنیا دریافت کند. میر دستورهایی را برای توسعه روحی به پیروانش می‌دهد که آنها را در نخستین کتاب می‌ریسم به نام نردبان نگاشته است. اعضای میریست باور دارند که همه انسان آسیب دیده‌اند و به همین دلیل دنیا عذاب می‌کشد. آنها از طریق بینش شخصی سعی دارند از رنج‌های خود و دیگران آگاه شوند و دنیا را شفا دهند و بشدت به خانواده، انسانیت و محیط طبیعت اهمیت می‌دهند. اما نردبان پیش بینی می‌کند که افراد بی ایمان یا غافل، تلاش‌های آنها را خنثی می‌کنند و با اقدامات خودخواهانه خود باعث آخرالزمان می‌شوند. بعلاوه گفته می‌شود رستگاری نصیب کسانی می‌شود که از نردبان بالا رفته و بتوانند تا ابد در فردوس زندگی کنند.
این جنبش با ۶۰۰۰ عضو در سن دیگوی کالیفرنیا و نیویورک ساکن است و محل عزلت آنها در کوزکوی پرو است. اغلب اعضا روزانه به تمرین می‌ریسم می‌پردازند و بقیه سوگند خدمت خورده و خود را وقف مشاوره، استخدام و توسعه برنامه‌ها کرده‌اند. پیشرفت روحی با مقیاسی افزایشی از پله ۱آر تا ۱۰آر سنجیده می‌شود و بسیاری از تصمیم‌ها توسط عضویت برتر یا پله برتر گرفته می‌شود. اعضا به مدیتیشن می‌پردازند و از ابزارها و داروهای بیوفیدبک (شامل آیاهواسکا و شاه دانه) استفاده می‌کنند تا به سطوح عمیق‌تری از آگاهی برسند و الهام و بینش‌های قوی تری داشته باشند؛ زیرا باور دارند که این شیوه‌ها، راه ارتباطی روشنایی با آنان است.

## بازیگران

### اصلی
- ارون پاول در نقش ادی لین:[۵]

او با گذشته‌ای مغشوش، تازه به آیین می‌ریسم درآمده است. ادی از بحران ایمان رنج می‌برد؛ زمانی که تمام باورها و حقایق از پایه، به چالش کشیده می‌شود.
- هیو دنسی در نقش کاولین «کال» رابرتس:[۶]

رهبر جذاب و غیررسمی جنبس میریست. هدف او با رهبری این سازمان در تضاد است و رابطه آشفته سارا و ادی را بیش از پیش خراب می‌کند.
- میشل موناهن در نقش سارا لین:[۷]

او در خانواده‌ای از آیین میریست متولد شده است؛ بنابراین دلسوزی و قدرت او باعث شده نقش مهمی در جنبش داشته باشد. اما زمانی که دروغ‌های شوهرش را کشف می‌کند، فداکاریش زیرسوال می‌رود.
- اما گرینول در نقش مری کاکس:[۸]

یک معتاد که بعد از نابودی زادگاهش بخاطر طوفان، توسط کال و تیم میریست نجات داده شد. حالا از اعتیاد رها شده و تحت تأثیر کال، تمام وجودش را فدای جنبش کرده است.
- راکموند دانبار در نقش کاراگاه ایب گینز:[۹]

مأمور اف‌بی‌آی که ظاهراً تنها فردی است که به این فرقه مرموز مذهبی مشکوک است. همان‌طور که بیشتر تحقیق می‌کند، در خانه با مشکلاتی مواجه می‌شود و مجبور می‌شود در ایمان خودش، تأمل کند.
- کایل الن در نقش هاوک لین:[۱۰]

پسر نوجوان ادی و سارا که آرزویش این است که دبیرستان را ترک کرده و به جنبش بپیوندد. زمانی که یکی از هم کلاسی‌هایش خواهان رابطه‌ای با اوست، وفاداریش زیرسوال می‌رود.
- ایمی فورسیت در نقش اشلی فیلدز:[۱۱]

دختری محبوب در مدرسه هاوک که به طور معمول کاری با «یک بچه با فرقه‌ای عجیب» ندارد. بعد از اینکه در خانواده اش دچار بحرانی مالی می‌شود، برای کمک به سراغ هاوک می‌رود.
- سارا جونز در نقش الیسون کمپ:[۱۲]

یک فراری از می‌ریسم که این جنبش را مسئول مرگ مرموز همسرش می‌داند. او از ادی کمک می‌گیرد تا علت را بیابد.
- پاول جیمز در نقش شان ایگان:[۱۳]

عضو تازه میریست که با آمدن مری، شروع به قرار گذاشتن با او می‌کند. دلیل پیوستن او به این جنبش، کشته شدن خواهرش در مدرسه در اثر شلیک گلوله است.

### فرعی
- کلارک میدلتون در نقش ریچارد
- مینکا کلی در میراندا فرنک
- کیر دوله در نقش دکتر استفن میر
- پیتر فریدمن در نقش هانک ارمسترانگ
- دیردر اکانل در نقش گب ارمسترانگ
- برین استاکس میشل در نقش بیل
- ایدرین لنکس در نقش فلیشیا
- پچ داراف در نقش راسل ارمسترانگ
- علی ان در نقش نیکول ارمسترانگ
- استفانی سو در نقش جوی ارمسترانگ
- الیسون لیمن در نقش شلبی
- استیو مونز در نقش سایلاس
- کاتلین ترنر در نقش برندا رابرتس
- ایمی لارنس در نقش سامر لین
- مایکل کانتریمن در نقش جان ریج
- کایلی ورناف در نقش کری ریج
- مت بیلی در نقش مارک پنتی
- مکس اریک در نقش فردی ریج
- جب براون در نقش وسلی کاکس
- ویتنی کراودر در نقش بتسی
- علی مارش در نقش مگ فیلدز

## قسمت‌ها

### فصل ۱ (۲۰۱۶)
| شم. کلی | شم. در فصل | عنوان                  | کارگردان      | نویسنده      | تاریخ پخش اصلی |
| ------- | ---------- | ---------------------- | ------------- | ------------ | -------------- |
| ۱       | ۱          | «آنچه آتش پرتاب می‌کند» | مایک کیهیل    | جسیکا گلدبرگ | ۳۰ مارس ۲۰۱۶   |
| ۲       | ۲          | «عصر نردبان»           | مایک کاهیل    | جسیکا گلدبرگ | ۳۰ مارس ۲۰۱۶   |
| ۳       | ۳          | «بازگشت به خانه»       | مایکل ویور    | انی ویزمن    | ۶ آوریل ۲۰۱۶   |
| ۴       | ۴          | «آینده»                | مایکل ویور    | جولیا براونل | ۱۳ آوریل ۲۰۱۶  |
| ۵       | ۵          | «چاله»                 | پاتریک نوریس  | کولمن هربرت  | ۲۰ آوریل ۲۰۱۶  |
| ۶       | ۶          | «ورود یواشکی»          | پاتریک نوریس  | جسیکا گلدبرگ | ۲۷ آوریل ۲۰۱۶  |
| ۷       | ۷          | «پناهندگان»            | روکسان داوسن  | جیسون کتیمز  | ۴ مه ۲۰۱۶      |
| ۸       | ۸          | «کرانه»                | روکسان داوسان | انی ویزمن    | ۱۱ مه ۲۰۱۶     |
| ۹       | ۹          | «اتاق یک نفر»          | مایکل ویور    | جولیا براونل | ۱۸ مه ۲۰۱۶     |
| ۱۰      | ۱۰         | «معجزه»                | مایکل ویور    | جسیکا گلدبرگ | ۲۵ مه ۲۰۱۶     |

### فصل ۲ (۲۰۱۷)
| شم. کلی | شم. در فصل | عنوان                 | کارگردان      | نویسنده      | تاریخ پخش اصلی |
| ------- | ---------- | --------------------- | ------------- | ------------ | -------------- |
| ۱۱      | ۱          | «در آستانه گرگ و میش» | مایکل ویور    | جسیکا گلدبرگ | ۲۵ ژانویه ۲۰۱۷ |
| ۱۲      | ۲          | «ماه مرده»            | مایکل ویور    | انی ویزمن    | ۲۵ ژانویه ۲۰۱۷ |
| ۱۳      | ۳          | «پدر و پسر»           | مایکل اسلوویس | جولیا براونل | ۱ فوریه ۲۰۱۷   |
| ۱۴      | ۴          | «دیوار سرخ»           | مایکل اسلوویس | جان اُکانر    | ۸ فوریه ۲۰۱۷   |
| ۱۵      | ۵          | «چرا ما منبع هستیم»   | نوبرتو باربا  | جسیکا گلدبرگ | ۱۴ فوریه ۲۰۱۷  |
| ۱۶      | ۶          | «برای امنیت ما»       | نوبرتو باربا  | جاستین دوبل  | ۲۲ فوریه ۲۰۱۷  |
| ۱۷      | ۷          | «مشیت الهی»           | مایکل ویور    | ونسا روجاس   | ۱ مارس ۲۰۱۷    |
| ۱۸      | ۸          | «بازگشت»              | مایکل ویور    | انی ویزمن    | ۸ مارس ۲۰۱۷    |
| ۱۹      | ۹          | «اُز»                  | پاتریک نوریس  | کولمن هربرت  | ۱۵ مارس ۲۰۱۷   |
| ۲۰      | ۱۰         | «جبران»               | پاتریک نوریس  | جسیکا گلدبرگ | ۲۲ مارس ۲۰۱۷   |
| ۲۱      | ۱۱         | «برای امنیت ما»       | نوبرتو باربا  | جاستین دوبل  | ۲۲ فوریه ۲۰۱۷  |
| ۱۶      | ۶          | «مبارزه طلبی»         | اعلان‌نشده     | اعلان‌نشده    | ۲۹ مارس ۲۰۱۷   |